# МАРЗ-5277
МАРЗ-5277 — российский высокопольный автобус большого класса производства Мичуринского авторемонтного завода, предназначенный для перевозки пассажиров по городским и пригородным маршрутам, является дальнейшем развитием модели автобуса МАРЗ-52661 того же завода.

## История
На шестом Московском международном автомобильном салоне 2003 года Мичуринский авторемонтный завод презентовал под старым обозначением новый городской автобус большого класса МАРЗ-5277. Данный автобус является дальнейшим развитие мичуринского автобуса модели МАРЗ-52661.
На новую модель мичуринского автобуса устанавливались: новые передние маски кузова с передними блок-фарами от волжского автомобиля ВАЗ-2115, ветровое и заднее стекло стали вклеенными, и были установлены новые планетарные двери. На этой модели завод начал внедрять импортные компоненты: антиблокировочную систему ABS, тормозную аппаратуру фирмы WABCO, автоматическую коробку передач от фирмы ZF Ecomat, а также задний ведущий мост от компании Raba, который ранее уже был внедрён на все междугородние автобусы. На 12-метровые машины появилась возможным заказывать венгерское рулевое управление Csepel. Основной двигатель для данного автобуса был турбированный ЯМЗ-236НЕ2, объёмом 11,15 л и мощностью 230 л. с. и экологическим стандартом Евро-2, с которым автобус мог развивать скорость до 90 км/ч. Салон автобуса был рассчитан на 110 пассажирских мест, из которых 23 места были предназначены для сидячих пассажиров, а возле средней и задней дверей были расположены накопительные площадки.
В 2004 году при очередной сертификации 12-метровая городская машина получила новый индекс «5277». С этого момента автобус утратил автомобильную марку «МАРЗ», а в документах использовалось только цифровое обозначение. При этом, исправив все недостатки партии автобусов 2003 года, за которые ругали Мичуринские автобусы, завод был вынужден поднять себестоимость своей продукции и в какой-то момент столкнулся с нехваткой оборотных средств. В 2005 году производство автобусов встало, а ЗАО «МЗПА» обанкротилось. Но тем не менее в том же 2005 году завод возродился в виде ЗАО «Мичуринский автобус» под крылом нового собственника — владимирского холдинга «РосАвтоМаш». Была проведена реорганизация и техническое переоснащение производства. Очередная модернизация автобусов и построение новой собственной сервисно-сбытовой сети позволили заводу за неполных три года выйти на докризисные объемы производства. С этого момента автобусы на заводе стали красить не только в белый цвет, но и в желтый, оранжевый, ярко-зеленый, синий и фиолетовый. Но по желанию заказчика завод-изготовитель мог покрасить и в другой цвет.
В 2007 году по спецзаказу из Москвы на базе этого автобуса была выпущена передвижная библиотека МАРЗ-5277 «Библиобус», отличавшаяся от городской версии тем, что имела лишь две входные двери, а в салоне вместо сидений и поручней были смонтированы стеллажи для книг и два столика для чтения в задней части автобуса.
В 2008 году из восьми кузовов автобусов были собранны троллейбусы модели ВЗТМ-5290.02, выпущенные на Волгоградском заводе транспортного машиностроения и переданных в эксплуатацию в города Мурманск и Брянск. На данный момент все троллейбусы модели ВЗТМ-5290.02 выведены из эксплуатации и списаны.
Однако с приходом кризиса 2008 года спрос на продукцию завода начал катастрофически падать. Оставшись без государственной поддержки как на федеральном, так и на региональном уровне, в 2009 году предприятие было вынуждено снизить выпуск. В 2010 году автобусное производство было выведено в новое юридическое лицо — ООО «Мичуринский автобус», но и это не помогло заводу, и в 2011 году серийный выпуск всех моделей завода был прекращен, завод встал, теперь уже навсегда. Спустя год ООО «Мичуринский автобус» обанкротился впрочем, это совсем другая история.

## Технические характеристики[7]
| Технические характеристики                       |                                                          |
| Кузов                                            | Несущий, вагонной компоновки                             |
| Вентиляция                                       | 3 люка в крыше, форточки на боковых окнах                |
| Колёсная формула                                 | 4 × 2                                                    |
| Число мест для сидения                           | 23+1                                                     |
| Общее число мест                                 | 100                                                      |
| Комплектуется двигателями                        | ЯМЗ-6563.10, Cummins 6ISBe 270B                          |
| Комплектуется коробки передач                    | ЯМЗ-2361-81                                              |
| Рулевой механизм                                 | Csepel С-500                                             |
| Тормозная система                                | Двухконтурная раздельная, разжимные механизмы кулачковые |
| Максимальная скорость, км/ч                      | 90                                                       |
| Ёмкость топливного бака, л                       | 240                                                      |
| Контрольный расход топлива при 60 км/ч, л/100 км | 16,5                                                     |
| Длина, мм                                        | 11 953                                                   |
| Ширина, мм                                       | 2500                                                     |
| Высота, мм                                       | 3060                                                     |
| База, мм                                         | 5830                                                     |
| Просвет, мм                                      | 310                                                      |
| Полная масса, кг                                 | 18 000                                                   |

## Галерея

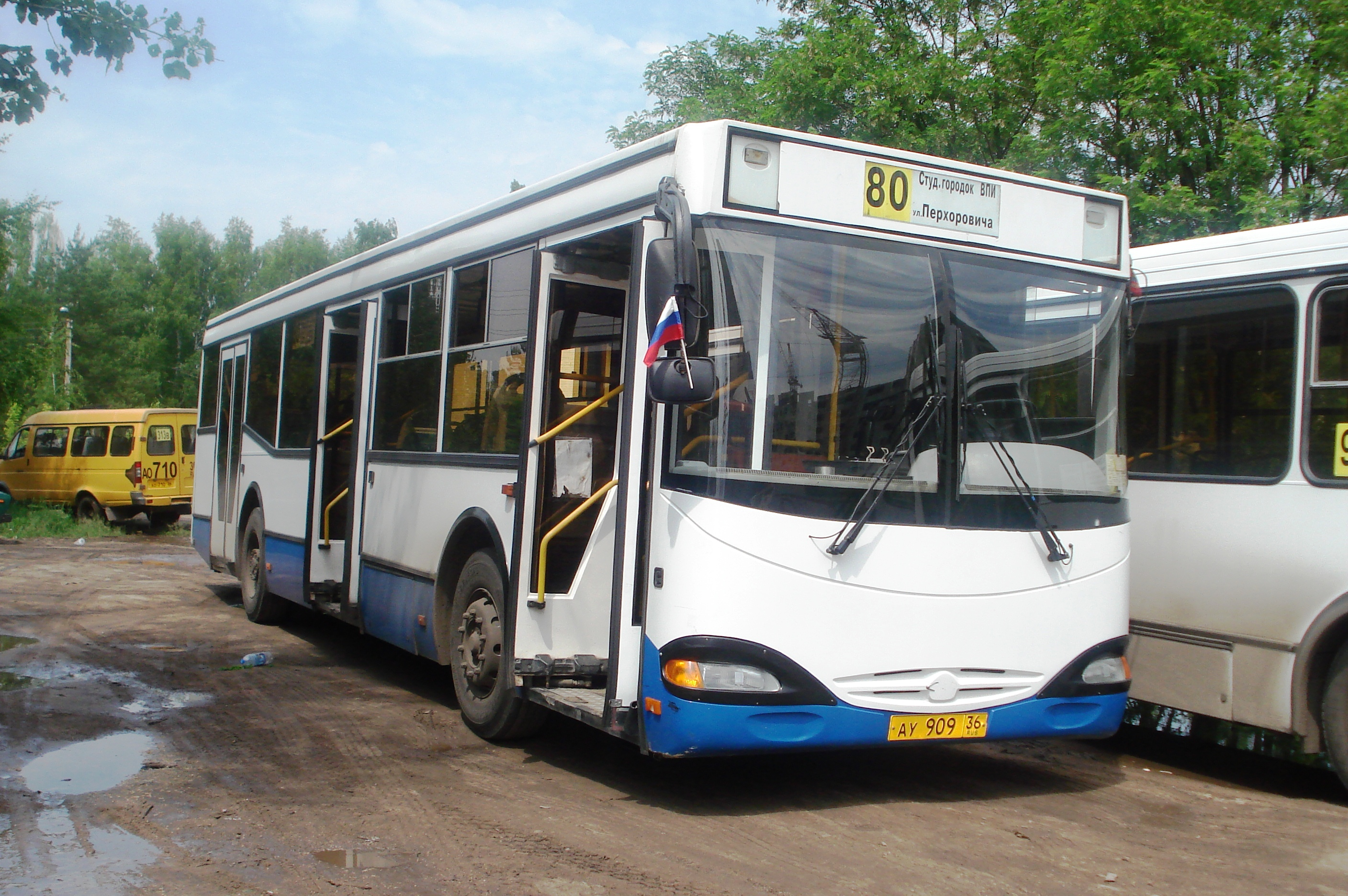
Автобус МАРЗ-5277 в Воронеже
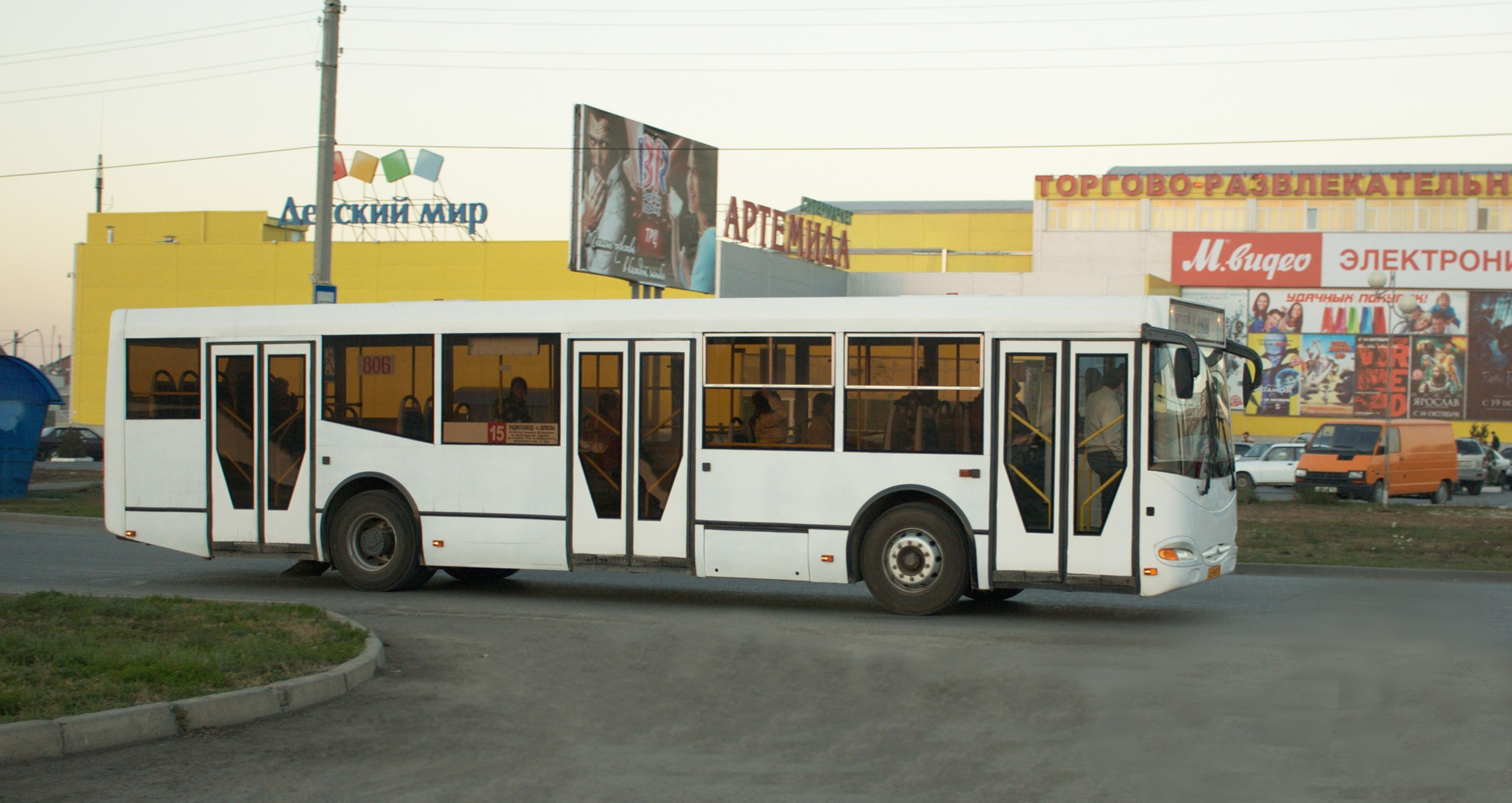
Автобус в Волгодонске
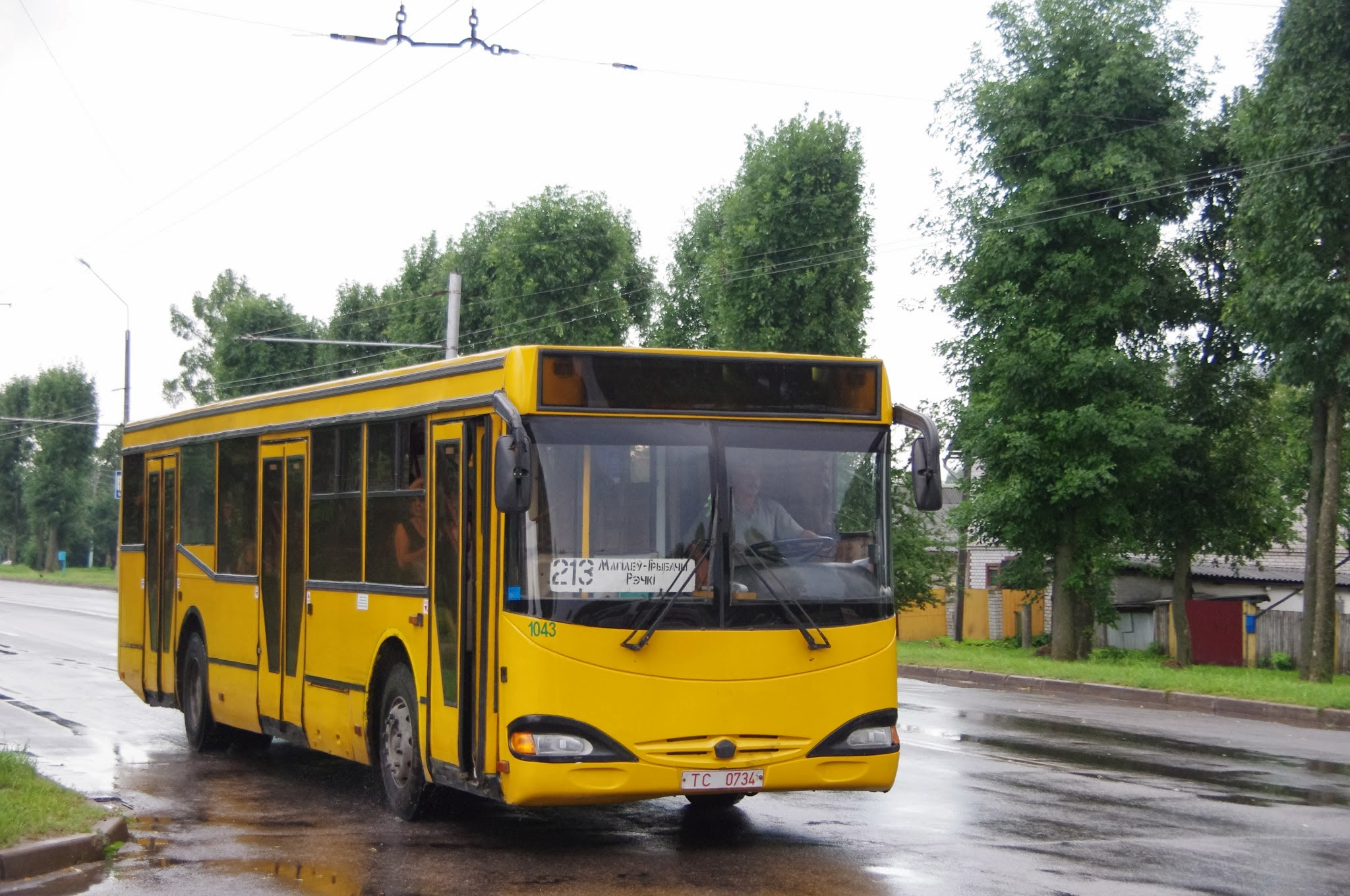
Автобус в Могилёве
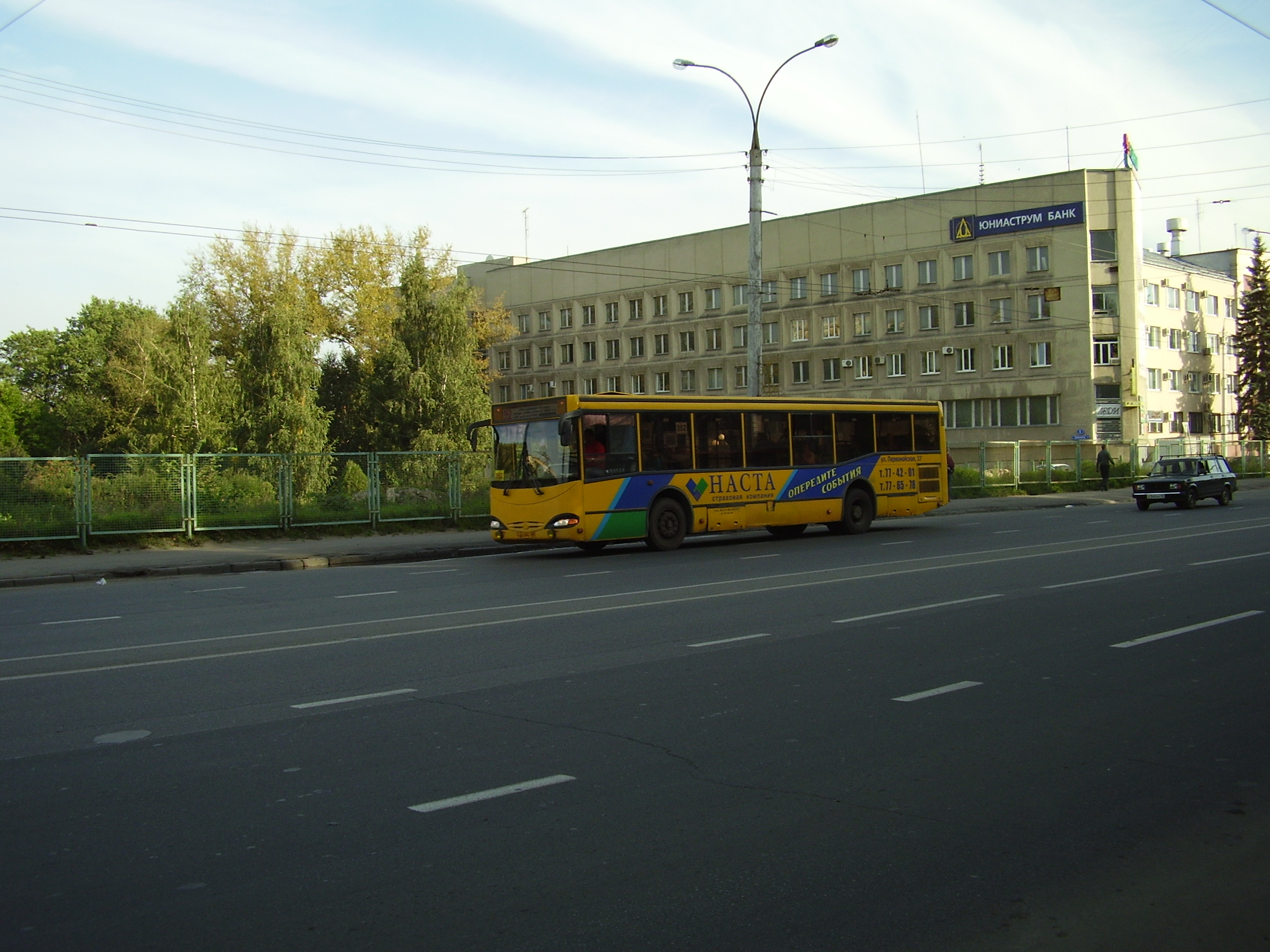
Автобус в Липецке
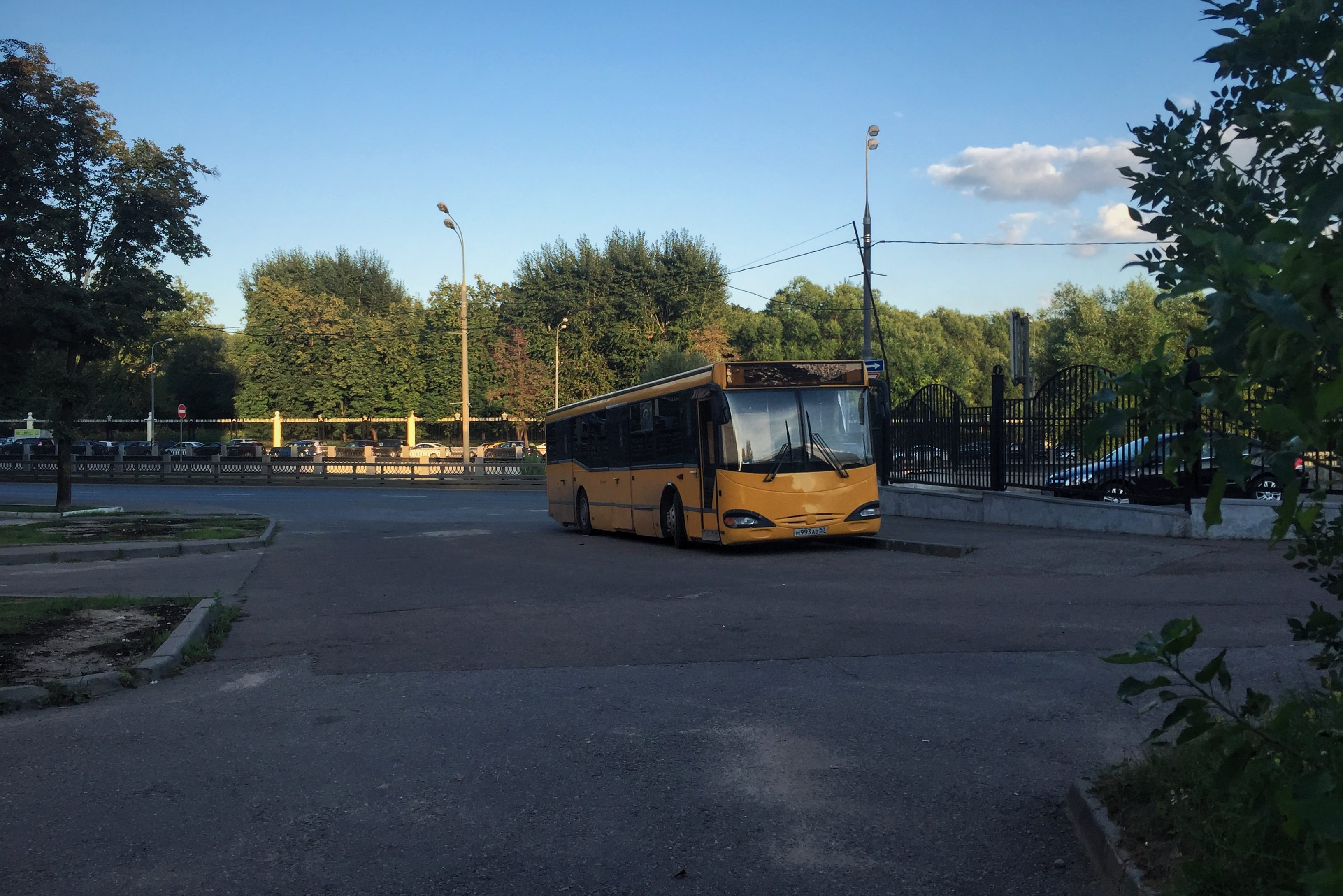
Автобус в Москве